# Ramon Calsina i Baró
Ramon Calsina i Baró (el Poblenou, Barcelona, 26 de febrer de 1901 - Barcelona, 26 de novembre de 1992) fou un pintor i dibuixant català. El seu estil és una espècie de realisme màgic, precís i estilitzat, sovint irònic i sobtat per algun detall insòlit o fantàstic, influït per Francisco de Goya, Honoré Daumier i William Hoggart. Al barri del Poblenou de Barcelona hi ha una plaça que du el seu nom.

## Biografia
Fill d'una família de flequers ubicada al carrer de Castanys, davant del Mercat de la Unió, Calsina ha estat sempre conegut com l'artista nascut i criat modestament en el suburbi industrial del Poblenou. Des de petit va mostrar interès pel dibuix. Estudià a l'Acadèmia Baixas i el 1920 amb Feliu Mestres a l'escola de Llotja de Barcelona, allà va aprendre la tècnica de les vidrieres artístiques,
que treballa a la Casa Espinagosa.
Quan tenia uns 30 anys va guanyar dues vegades la beca Amigó Cuyàs i se'n va anar a viatjar per Espanya, per passar posteriorment un any i mig a París perfeccionant la seva tècnica i assumint els primers encàrrecs publicitaris de cartells o dibuixos per a revistes. Com a dibuixant, va fer il·lustracions, cartells i vitralls. Va dissenyar les figures i la decoració de l'obra de teatre El casament de la Xela, de Xavier Benguerel (1938). Del 1931 al 1933 col·laborà a la revista alemanya Der Querschnitt i il·lustrà, entre d'altres, el Quixot i les obres d'Edgar Allan Poe. El 1934 va fer la seva primera exposició individual a la Sala Parés, però després de la guerra civil espanyola, el seu art va perdre consideració i l'artista es va anar recloent progressivament al seu taller, centrant-se en la seva producció i aliè a les noves tendències, degut al seu ferm convenciment i criteri sobre què era l'art.
Durant els anys 60 una de les seves obres va ingressar en la col·lecció del llavors anomenat Museu d'Art Modern de Barcelona (actual MNAC) i va guanyar alguns premis de pintures. Durant aquesta època va realitzar les vidrieres de l'església de Sant Esteve de Granollers, aconseguida pel seu Retaule de Sant Esteve Protomàrtir. També va fer uns vitralls sobre els oficis per al Banc Transatlàntic de Barcelona, entre d'altres. El 1956 publicà 30 litografies seves comentades per l'autor i va col·laborar amb l'editor Josep Janés i Oliver.

## Obra
Amb un estil personalíssim, allunyat dels convencionalismes i els corrents de l'època, l'obra de Calsina destaca, per sobre de totes les coses, per un excels domini de la tècnica que li permet expressar, amb tots els matisos, la seva personalitat, tant quan vol ser irònica, com en les seva versió càustica o en els retrats de realisme més agosarat.
Ramon Calsina fou un pintor d'ofici. Voluntàriament fora de modes, no admeté mai el consell de ningú en la seva producció, ni va voler pintar mai el que el públic volia. Tot això va afavorir la seva llibertat com a artista, però va perjudicar la seva promoció com a professional. Aferrat a un concepte rigorós de la pintura, après a la Llotja, Calsina estava renyit amb l'art del seu temps. Tot això explica per què mai ha estat reconegut, ni considerat un dels exponents més importants de la pintura realista catalana.

## Anàlisi
L'escriptor Xavier Benguerel, amic seu, confirmà aquesta idea quan deia que hi havia un reflex directe del barri barceloní del Poblenou en l'obra calsiniana. L'artista repetí en les seves successives entrevistes que la seva infantesa fou trista, i que els seus records d'adolescència ocupaven una part important en el seu món pictòric, esdevenint símbols que es reiteraven de manera obsessiva, tot reconstruint un passat idealitzat, com ara el pa del negoci familiar, la sopera de la popular escudella de la seva llar, els globus aerostàtics del trofeu internacional Gordon-Bennet que va poder admirar de petit a la platja de la Mar Bella, la Torre de les Aigües del Besòs, el gasòmetre de la platja, els terrats, els nens jugant al carrer, les fotografies familiars i els paisatges desolats".

## Exposicions rellevants
El 1930 exposà per primer cop a la sala Parés de Barcelona, i el 1931 ho va fer a París. Cal destacar les exposicions antològiques que va fer a Barcelona el 1957 i el 1966.
El 1984 es realitza una Exposició Homenatge organitzada per l'Obra Social de la Caixa de Barcelona, amb el patrocini del Departament de Cultura de la Generalitat de Catalunya. Aquest homenatge fou impulsat per la crida que subscriviren molts escriptors i intel·lectuals el 1983, publicada en el diari AVUI amb el títol “Ramon Calsina un pintor sempre vigent”.
El 1997 es fa una exposició antològica patrocinada pel Banc de Sabadell al “Centro Cultural del Conde Duque” a Madrid, i a Sabadell la mateixa antològica al “Centre de la Caixa del Banc de Sabadell”.
El 2012 es fa una exposició retrospectiva al Museu de la Vida Rural de l'Espluga de Francolí, anomenada “Calsina i els oficis”, una àmplia retrospectiva de la relació de Calsina amb els oficis, tant amb els altres com amb el seu propi.

## Premis i reconeixements
- 1926 - “Medalla Fortuny” del Reial Cercle Artístic.
- 1964 - Premi Internacional de Dibuix Ynglada-Guillot.
- 1990 - Se li concedeix la Creu de Sant Jordi de la Generalitat de Catalunya.
- 2001 - Inauguració de la Plaça Ramon Calsina al barri del Poblenou de Barcelona. En la plaça hi el bust amb la seva figura, obra de Jaume Cases Martínez.